# Дали (област)
Вижте пояснителната страница за други значения на Дали.
Ал Дали (на арабски: الضالع) е една от 21-те области в Йемен. Административен център е град Ад Дали. Площта ѝ е 4000 км², а населението ѝ е 585 700 жители (по оценка от 2012 г.).

## Окръзи
- Ад Дали
- Ал Азарик
- Ал Хуша
- Ал Хюсеин
- Аш Шуайб
- Дамт
- Джахаф
- Джубан
- Катаба